# Orangisme (Belgique)

Grandes armes du Royaume et des rois des Pays-Bas entre 1815-1907.

 (août 2021).
Pour les articles homonymes, voir Orangisme.
L'orangisme est un courant politique de la Belgique du XIXe siècle, composé de l’élite francophone de Flandre, de Wallonie ainsi que de Bruxelles, essentiellement issue de la bourgeoisie et qui soutenait la dynastie des Orange-Nassau, d'où son nom, en particulier Guillaume Ier et son premier fils, le prince d'Orange. Le mouvement s'est opposé à la révolution belge de 1830 et à la déclaration d'indépendance de la Belgique, pendant plusieurs années. Leur désir était de rétablir le royaume uni des Pays-Bas sous l'autorité du roi Guillaume Ier ou du prince et ainsi faire en sorte que les huit provinces du sud continuent à en faire partie.
Il s'inscrit dans le contexte plus général du mouvement orangiste, que l'on retrouve également, à la même période, dans le Grand-duché de Luxembourg, annexé par la Belgique dès le 16 octobre 1830 alors qu'il appartenait à titre privé et héréditaire à la maison d'Orange-Nassau et formait une union personnelle avec le Royaume uni des Pays-Bas. Guillaume Ier étant à la fois roi des Pays-Bas et Grand-duc de Luxembourg, l'orangisme luxembourgeois s'oppose dès lors à la participation luxembourgeoise à la révolution belge.

## Histoire

### Composition et fondement de l’orangisme avant 1830
L’orangisme est composé principalement du sommet de la société de l’époque. Ses membres sont issus, pour une grande majorité de l’aristocratie ainsi que du mouvement bourgeois. La laïcité, les idées libérales et l’anticléricalisme sont donc des idéologies qu’on retrouve au sein du mouvement orangiste.
Le mouvement ne recrute pas dans les classes inférieures de la société, que sont les classes moyennes et le peuple. C’est ce qui va d’ailleurs leur poser problème par la suite, n’ayant pas de base sociale, ils ne vont pas pouvoir exercer de pression politico-sociale reposant sur un grand nombre d'ouvriers. Contrairement au mouvement révolutionnaire, l’orangisme ne se constitue que des couches supérieures de la société et donc était très peu nombreux numériquement. Par contre les personnes qui composaient le mouvement étaient très influentes.

#### L’aristocratie sudiste

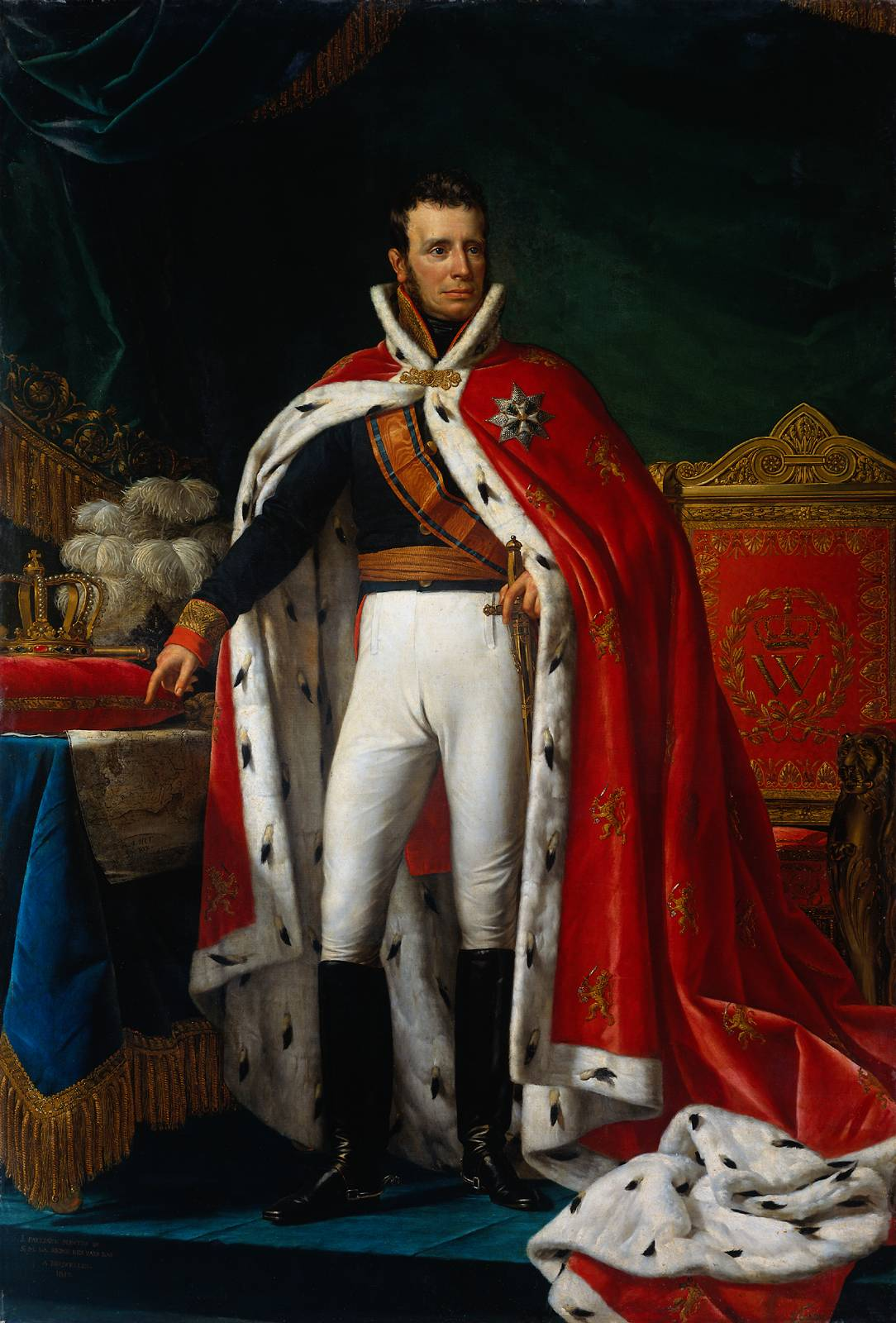
Guillaume Ier des Pays-Bas sur une toile de 1819.

Lorsque les troupes françaises eurent quitté les Pays-Bas en 1813, un gouvernement provisoire prit le pouvoir. Celui-ci était formé par le comte Leopold de Limburg Stirum, Frans Adam van der Duyn van Maasdam et Guisbert Charles van Hogendorp. Ceux-ci invitèrent le prince Guillaume afin de lui offrir le trône des Pays-Bas. Il refusa une première fois le trône en décembre 1813, puis l'accepta finalement avec une constitution qui garantissait des pouvoirs étendus au nouveau prince souverain. Il ne se proclama roi des Pays-Bas qu'en mars 1815.
Il avait pour mission d’incarner l’union entre le nord et le sud du royaume des Pays-Bas. Bien qu’ayant déjà la sympathie du nord, étant donné que la dynastie Nassau était la suite logique pour le nord, gagner celle du sud était une tâche plus ardue. En effet, l’aristocratie sudiste était numériquement deux fois plus nombreuses que dans le nord et pleine de revendications. L’annexion par les révolutionnaires français en 1794 avait très fortement lésé les privilèges de l’aristocratie sudiste. Privilèges qui n’avaient jamais pu être récupérés, même sous Napoléon au pouvoir. Ainsi, les aristocrates sudistes réclamaient toujours leurs privilèges auprès de Guillaume de Nassau, même si celui-ci était conscient qu’une restauration aristocratique était impossible vu la domination croissante à l’égalité ainsi que l’importance des libéraux. Le roi va néanmoins traiter l’aristocratie sudiste très correctement et ainsi répondre à certaines demandes tel que l’obtention de fonctions honorifiques et symboliques, assister à des cérémonies importantes ou encore être très proche de la famille royale. De ce lien entre l’aristocratie et la couronne naquit une loyauté qui explique pourquoi beaucoup d’orangistes venaient de ces familles aristocratiques. Cela se remarque notamment dans la liste de soutien au prince d’Orange signée en 1834 par une très grande majorité d’aristocrates de l’époque. Le roi belge aura beaucoup de difficultés à gagner la confiance d’une grande partie de l’aristocratie étant donné que des familles importantes tel que d'Ursel, de Bergeyck, de Trazegnies ou encore de Lalaing n’hésitaient pas, par exemple, à ne pas être présent lors des bals de la cour. Cela ne lui sera pas favorable étant donné qu’il cherchait à trouver appui auprès des forces conservatrices.

#### Dans les secteurs industriels et commerciaux
Beaucoup d’industriels et de commerciaux dont le travail prospère est permis grâce à l’union du royaume des Pays-Bas et au soutien financier de Guillaume d’Orange, vont aussi être présent dans le courant orangiste.
L’exemple de l’industrie du textile l’illustre bien. Son essor va de pair avec celui de l’orangisme dans les villes de Lokeren, Alost, Gand, Saint-Nicolas, Lierre, Renaix ou encore Bruxelles. En effet, ils craignent que la scission ne mette en péril leur industrie grandissante et que donc l’opposition au nouveau régime belge est inévitable. Ce sentiment est aussi présent chez les assureurs anversois, les commerçants ostendais ou encore une partie des industriels et négociants de Liège, Mons et Tournai.

#### Les hautes fonctions
Beaucoup de hauts fonctionnaires d’avant 1830 ont dû céder leur place aux révolutionnaires. Ceux-ci ont été renvoyés, rétrogradés ou encore envoyés à la retraite sans trop de scrupules, ce qui créa en eux un sentiment amer. La plupart d’entre eux sont devenus des orangistes très actifs, tel que des ex-ministres, ex-bourgmestres, ex-échevins ou ex-gouverneurs.

#### Le monde de l’enseignement et des sciences
Une bonne partie d’orangistes est présente dans ces deux sphères-ci. Les professeurs et enseignants partisans du mouvement sont même exclus du vote pour le Congrès national.
Guillaume d’Orange avait mis en place une intelligentsia au sein des intellectuels et universitaires. Avec la scission, les intellectuels venus s’installer dans le sud sont devenus indésirables de par le fait de parler néerlandais ou d’être étranger. Encore une fois, ce rejet créé un sentiment de trahison qui facilitera leur adhésion au mouvement orangiste.

### 1830: Révolution belge et indépendance de la Belgique
Ce qui permet à un mouvement tel que l’orangisme de se développer à la suite de la révolution belge, c’est le grand nombre de personnes mécontentes à ce moment-là. En plus de l’élite qui a perdu beaucoup de privilèges et de pouvoir qu’elle ne pourra jamais entièrement récupérer, ainsi que les victimes de violence collective, s’ajoute à cela les années difficiles économiquement à partir de 1830. Il faudra attendre 1848 pour que les choses s’améliorent de manière notable.

### Les années 1830: développement du mouvement

#### Coup d’État raté en 1831

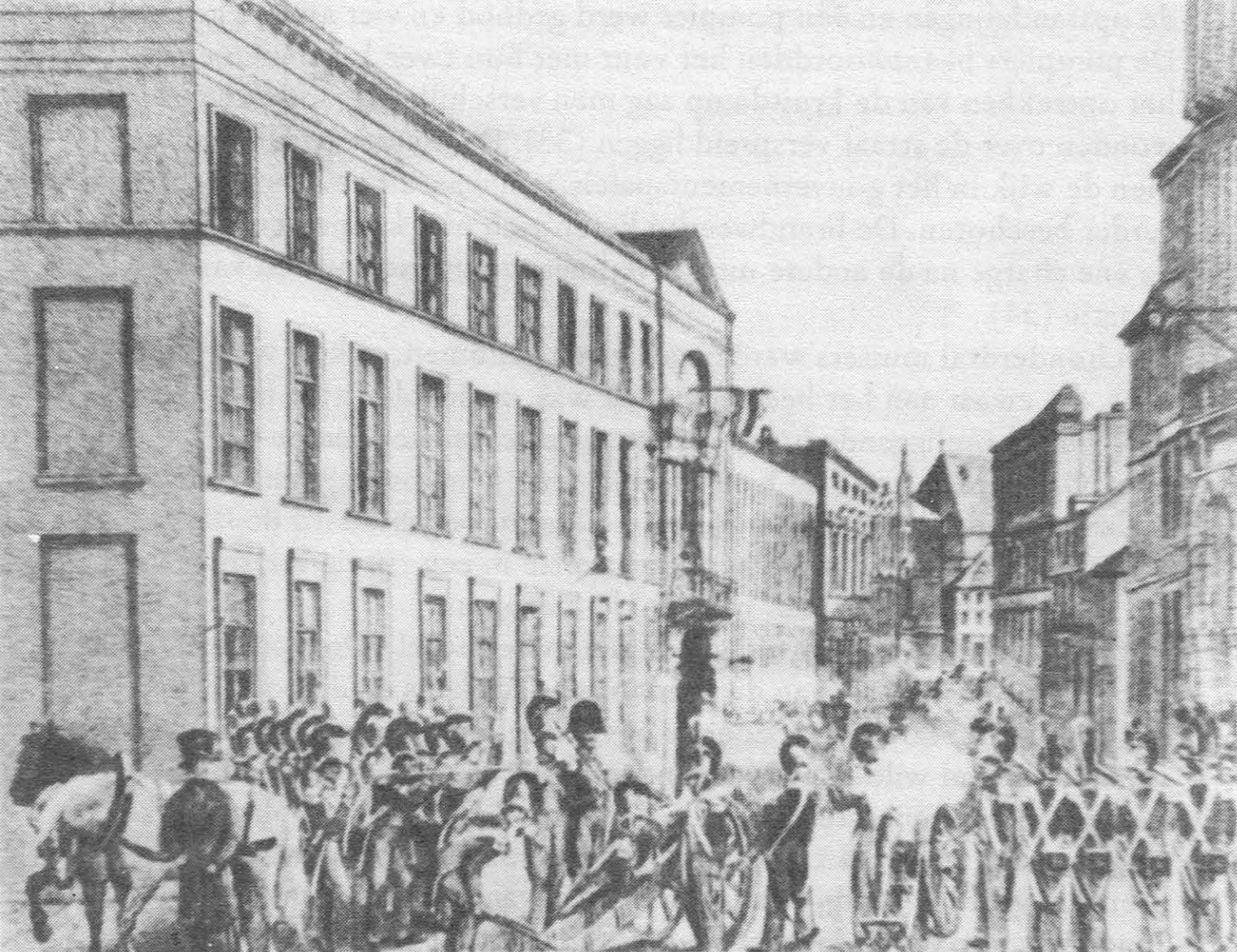
Le coup d'état orangiste de 1831 à Gand : affrontement entre les pompiers de Gand et les troupes d'Ernest Grégoire dans la Gouvernementstraat.

Dès l'insurrection de 1830 dans les Pays-Bas méridionaux, les orangistes furent opposés aux monarchistes, membres du Congrès national. Ces monarchistes, bien que minoritaire en nombre, étaient déterminés à exclure à tout prix les membres de la maison d’Orange-Nassau de toute accession au trône. Le bombardement d’Anvers par les partisans hollandais du 27 octobre 1830 survint quelques jours avant les premières séances du Congrès national, ce qui permit aux anti-orangistes de renforcer leur argumentation. Les orangistes du Congrès national quant à eux sont vus comme peu combatifs et peu dynamiques. On ne retrouve au Congrès qu’une minorité d’orangistes fidèles et acharnés.
Lors de l’assemblée du 12 novembre 1830, il fut introduit devant le Congrès une proposition pour exclure définitivement la maison d’Orange-Nassau de toute accession au trône. Les jours suivant furent marqués par un grand nombre de débats houleux au sein de l’assemblée. Le 24 novembre 1830, lors d’une séance à huis clos, fut voté à 161 contre 28 l’exclusion des Orange-Nassau par le décret constitutionnel du 24 novembre 1830.
Cette première défaite des orangistes ne fut pas la dernière. Dès janvier 1831, une censure fut mise en place au sein du Congrès. Les quelques orangistes restant au sein de cette assemblée ne purent plus parler du Prince d’Orange. De nombreuses menaces furent adressées à ces quelques orangistes, ce qui eut comme effet d’installer la terreur au sein du Congrès. « Le nom du prince d’Orange ne pouvait plus être prononcé impunément dans une assemblée belge » rapportait un journal flamand. Agir au sein du Congrès était alors devenu totalement désespéré pour les orangistes. D’autres moyens furent donc utilisés.
Le mouvement contre-révolutionnaire orangiste allait se développer grandement grâce aux actions mises en place entre janvier et avril 1831. Un coup d’État allait s’organiser petit à petit au fil de ces mois. Alberic du Chastel, ami proche du prince, fut une des figures les plus importantes de ce coup d'État. Chargé des finances, c’est lui qui s’occupa de recruter des soldats et des hommes pour mener à bien ce coup d’État.
Ce coup d’État eut lieu le 2 février 1831. Il avait pour but principal d’attaquer Bruxelles et le Congrès national pour empêcher qu’un vote soit effectué en faveur du duc de Nemours et fils du roi des Français, Louis-Philippe Ier et que celui-ci se voie placé à la tête du pouvoir belge. Malheureusement, le plan ne se déroula pas comme prévu pour les orangistes qui virent une vague de froid s’abattre sur le pays gelant ainsi les cours d’eau et rendant les routes impraticables. Les plans d'action qui furent normalement mis en place à Anvers, Bruxelles et Louvain furent annulés et seul l'action de Gand fut maintenue et menée par 400 hommes dirigés par le Français Ernest Grégoire, mais fut mise en échec par les pompiers de Gand, faisant une douzaine de morts et plusieurs dizaines de blessés. On préféra les réserver pour une deuxième tentative de coup d'État. 
À la fin du mois de février, un regain d’énergie apparut du côté des orangistes lors de l’annonce de la nouvelle selon laquelle le roi de France refusait que son fils devienne roi de Belgique. 
Vers la mi-mars, période caractérisée par une grande division au sein du gouvernement belge, les chefs de file du mouvement jugèrent le moment comme opportun pour relancer un coup d’État. En comparaison avec l’attaque du 2 février, la préparation, la coordination et la concertation du projet furent bien meilleures. Mais le plan allait une nouvelle fois échouer. Cette fois-ci à cause de l’ambassadeur britannique, lui-même orangiste, installé en Belgique, qui conseilla aux leaders des armées orangistes d’attendre avant de lancer ce coup d’État. Cette intervention suscita des réactions très contrastées au sein des troupes orangistes à Bruxelles. Par ce conseil, les troupes se désordonnèrent et prirent peur. L’attaque de Bruxelles échoua face à la Garde civique. Anvers, Gand et Louvain attendirent un signal venant de Bruxelles pour également passer à l’offensive, mais celui-ci n’arrivera jamais. Le deuxième coup d’État fut complètement brisé en quelques heures seulement.

### Déclin du mouvement (traité des XXIV)
Après ce coup d’État manqué en mars 1831, les orangistes devinrent la cible d’attentats et de pillage. À Bruxelles, Liège, Gand et Anvers, des actions violentes se produisirent contre les objectifs orangistes. Il fallut attendre l’avènement de Léopold Ier en juillet 1831 pour que la situation se calme temporairement. 
Après la double débâcle des coups d’État manqués, le mouvement contre-révolutionnaire va essayer de continuer à grandir et à s’imposer en Belgique. Ils firent usage des libertés civiles octroyées aux citoyens belges et garanties par la Constitution. On verra donc apparaître différents journaux orangistes, financés par des subsides royaux venant de La Haye. La Belgique étant un pays qui se targue de sa liberté de presse, les orangistes pourront difficilement être sanctionnés. Ceci leur permit donc de continuer à attaquer le gouvernement ainsi que le roi en plus de rabaisser la Belgique aux yeux de ses habitants et des pays étrangers.
Entre la fin de 1831 et le milieu de 1834, plusieurs bagarres eurent lieu, accompagnées de dégâts et de destructions d’habitations et de biens, à Gand, Anvers et Bruxelles. On dénombra parmi ces victimes la crème de la vieille aristocratie. Ces actions eurent lieu dans le prolongement des évènements violents de 1830. L’ancien régime étant destitué, ses partisans orangistes sont des traîtres à la patrie et sont donc la cible d’attentats. Les autorités laissent d’ailleurs la violence anti-orangiste se déchaîner partout.
Le gouvernement belge fit passer une loi qui sanctionna sévèrement toute manifestation d’orangisme et la police renforça fortement ses contrôles. Ces actes violents eurent pour effet d’intimider les partisans orangistes qui furent réduits au silence soit par la brutalité soit par la peur. 
Les orangistes furent dès lors fortement affaiblis par l’État belge, les évènements de 1838 à 1839 vont jouer un rôle essentiel dans le processus de démantèlement du mouvement. En mars 1838, Guillaume Ier, roi des Pays-Bas, annonce son intention de signer le traité des XXIV Articles. 
Après de longs débats parlementaires en Belgique, le traité fut ratifié entre la Belgique et les Pays-Bas le 8 juin 1839. Dès lors, plus aucun obstacle ne put s’opposer à la normalisation des relations diplomatiques entre la Belgique et les Pays-Bas. Les orangistes virent cela comme un abandon de la part de Guillaume Ier. En effet, celui-ci ne cherchant plus la restauration de la famille d’Orange en Belgique, les orangistes défendaient désormais un objectif qui n'était plus atteignable. De plus, à la demande de La Haye, la presse orangiste dut se retrancher dans le silence. Partout les irréductibles quittèrent l’organisation du mouvement. Il fallut néanmoins encore attendre quatre ans pour que tout projet d’offensive soit abandonné et que l’opposition politique ne s’éteigne totalement.

### Orangistes historiques connus
- Willem Andreas de Caters
- John Cockerill
- Albert Cogels
- Toussaint-Dieudonné Sauveur
- François Domis
- Albert Goblet d'Alviella
- Ernest Grégoire
- Colonel Borremans
- Thierry de Limburg Stirum
- Georges Libri-Bagnano
- Hippolyte Metdepenningen
- Henri-Joseph Orban
- Hippolyte Rolin
- Prudens Van Duyse
- Emmanuel van der Linden d'Hooghvorst
- Jacques Van der Smissen
- Florent van Ertborn
- Pierre van Gobbelschroy
- Pierre-Théodore Verhaegen
- Victor de Tornaco
- Louis de Wellens
- Jan Frans Willems